# Kelenken
Kelenken là một chi chim săn mồi khổng lồ không biết bay thuộc họ Phorusrhacidae mà nay đã tuyệt chủng, chúng còn gọi là "chim khủng bố" (Terror birds). Loại và loài duy nhất là Kelenken guillermoi được mô tả chính thức lần đầu tiên vào năm 2007 sau khi phát hiện vào năm 1999, loài này là thành viên lớn nhất được biết đến của họ chim Phorusrhacidae.

## Mô tả
Theo những hóa thạch khai quật được và phục dựng hiện đại thì Kelenken guillermoi sống cách đây mười lăm triệu năm ở Argentina và là loài chim khủng bố cao nhất được biết đến. Kelenken có cái đầu lớn nhất trong số các loài chim được biết đến với chiều dài hộp sọ là 71,6 cm, tính riêng cái mỏ chim của nó đã dài 45,7 cm. Dù không biết bay nhưng những con Kelenken có khả năng đuổi theo con mồi với tốc độ cao mà sau khi đã tóm sống được con mồi, loài chim này sẽ giết chết con mồi bằng một vài cú táp từ mỏ với lực mạnh tới mức có thể làm gãy vụn xương của những con vật là nạn nhân của nó. Ngoài ra, chúng còn một kiểu kết liễu con mồi khác đó là dùng chiếc mỏ khổng lồ để ngậm con mồi sau đó lắc mạnh, những cú lắc như vậy sẽ khiến cho con mồi gãy hết xương sống và chết.